# Лиса Хејз
Миса Хајасе (транслит.) у Макросу, односно Лиса Хејз (енгл. Lisa Hayes) у Роботеку је лик из јапанских научнофантастичних аниме серија Макрос и њеног наставка Макрос: Да ли се сећаш љубави?, као и Роботека, америчке адаптације Макроса. Лиса је командант на мосту SDF 1-Макроса (SDF-1 у Роботеку), а касније је постала командант SDF-2 Мегароуда у Макросу, односно SDF-3 Пионира у Роботеку. Лиса је почетком серије крут војник, али како серија одмиче, показује своја осећања и на крају се удаје за Хикару Ичија (Рик Хантер у Роботеку).

## Макрос серијали
Миса је рођена у породици чији су чланови већ стотину година у војсци и једина је кћерка адмирала Такашија Хајасеа (Доналд Хејз у Роботеку) и желела је да постане војник од детињства. Овај сан је појачана жељом да се придружи њеном првом момку у свемирском корпусу УН, који се ипак трагично није реализовала. Након дипломирања у као прва у класи у Академију свемирског корпуса УН, добила је место на мосту СДФ-1 Макроса. Као што је сама признала, она је стално преокупирана дужностима. Међутим, ово се променило када је упознала младог пилота Хикара Ичија. Њихов однос официр/потчињени се полако развијао кроз серију, од првобитног строго професионалног до пријатељског, а касније и до романтичног, сукобљавајући са слепом заљубљеношћу коју је Хикару осећао према Лин Минмеј.
У почетку је имала чин првог поручника, а касније је унапређена у капетана, затим у мајора, завршавајући као командант новог SDF 2 Мегароуда.
Током Свемирског рата (Први Роботек рат у Роботеку), Миса је играла важну улогу у опстанку СДФ-1 у борби са снагама Зентраеда. Пошто је погрешно прорачунат свемирски скок пребацио СДФ-1 и острво Јужна Атарија (Макрос у Роботеку) у орбиту планете Плутон, Лиса је спасила брод својим брзим размишљањем и акцијама, као својом сталном пажњом на детаље и дужности првог официра. Током битке код Сатурна, Миса је смислила Дедалов напад као средство за напад и уништавање Зентраедских бродова. Када је СДФ-1 био заробљен гравитационим минама на Марсу, Лиса је преоптеретила генераторе у бази Сара, a експлозија је уништила гравитационе мине, дозволивши СДФ-1 да полети.
Пошто је Квамзинов (Кајрон у Роботеку) напад уништио радар на SDF-1, капетан Бруно Глобал (Хенри Гловал у Роботеку) је послао Мису у извиђачку мисију, заједно са Хираруом, Хајао Какизакијем (Бен Диксон у Роботеку) и Максимилијаном Џинијусом (Макс Стерлинг у Роботеку) као пратњом. У борби су сви заробљени осим Максимилијана који је успео да преруши свог Валкира у Зентраеда и да их све спасе.
Током свог заробљеништва међу Зентраедима, Миса је схватила да се сили попут њих не може супротставити силом, те се касније чврсто решавала за мирно решавање сукоба и на своју иницијативу се вратила на Земљу да убеди свог оца адмирала Хајасеа да започне мировне преговоре са Зентраедима. Иако је адмирал Хајасе пристао на мировне преговоре, казао је да ће то урадити кад буде отворио врату из Великог топа како би присилио Зентраеде на преговоре и забранио је Миси повратак на СДФ-1 и поставио ју је за оператера у бази Аљаска, где се и налазио Велики топ.
У коначном сукобу са армијом Бодоле Зера (Долза у Роботеку), Миса је преживела напад на базу Аљаска, а Хикару ју је избавио из рушевина. Након мира са Зентраедима, Лиса је учествовала у здруженој акцији са Бритејевим Зентраедима да би довукли свемирску базу Зентраеда до Земље и тако отклонили опасност по њу.
Након побуне Зентраеда незадовољних мирним животом, Миса је командовала операцијом спасавања Лин Минмеј од Квамзина.
Упркос раним несугласицама са Хикаруом, полако је почела да гаји осећања према њему како су заједно проживљавали авантуре током Свемирског рата са Зентраедима, откривши да обоје имају много тога заједничког. Ипак, није имала храбрости да му то каже. У последњој епизоди, Хикару схвата да воли Мису, и након жестоке последље битке са Квамзином, они се венчавају и постају команданти СДФ-2 који је кренуо у мисију истраживања свемира 2012. Кратко након тока, Миса и Хикару су добили кћерку Мику Хајасе Ичијо 2013. Њихов брод нестао без трага 2016, близу центра галаксије. Још увек је непознато да ли су Миса и Хикару (и Лин Минмеј, која се придружила истраживачкој мисији) живи или мртви.
Мисин лик је потпуно супротан лику Минмеј. Миса има јаку вољу, одлучна је и тип је жене која није у облацима, са јаким заповедничким вештинама и комплетно посвећена својој дужности; у исто време, ове црте је чине неспособном за задржавање љубавних веза. Њена најбоља пријатељица је официр Клаудија ЛеСал (Клаудија Грант у Роботеку), која познаје Мису још из дана када су обе студирале. Она је особа којој Миса може да се повери и саветник јој је у приватном животу.
Према чланку у часпоси Анимерика, оригинална идеја Шојија Каваморија за серију Макрос је била потпуно женска посада бојног брода, са женским капетаном на челу. Пошто је идеја преправљена у свој коначни облик, идеја о женском капетану је прерађена и постала је узор Мисиним лику.

### Макрос: Да ли се сећаш љубави
Док филм Макрос: Да ли се сећаш љубави приказује другачије догађаје од оних из оригиналне серије, Мисин лик и однос са Хикаруом је слично приказан као и у оригиналу.

## Роботек адаптација
Лик Лисе Хејз је приказана старијим у Роботеку, пошто је овде имала 24 године, што је примереније десној руци капетана Гловала, а не 19 колико је имала у Макросу. Након краја Првог Роботек рата, Лиса је добила команду над новоизграђеним SDF-2 чија сврха је била дипломатска мисија како би се спречио нови рат са Господарима Роботека, расом ванземаљаца која је послала Зентраеде на Земљу. На несрећу, ова команда је била краткотрајна пошто је SDF-2 уништио одметнути Зентраедски командант Кајрон 2012. SDF-1 је такође уништен у овој бици. 2020, Лиса, сада адмирал, је преузела над контролу над СДФ-3 као заставним бродом Роботек експедиционих снага, чији је циљ и даље дипломатска мисија. Непосредно пред лансирање СДФ-3, Лиса се удала уа Рика Хантера. СДФ-3 је нестао током покушаја свемирског скока да се врати назад на Земљу у последњу битку у Трећем Роботек рату са Инвидима. Положај адмирала Лисе Хантер и SDF-3 је још увек непознат.